# Kevin Deltombe
Kevin Deltombe (Brugge, 27 februari 1994) is een Belgisch wielrenner die als beroepsrenner reed voor Sport Vlaanderen-Baloise.

## Carrière
Als junior wist Deltombe overwinningen te behalen in de Ronde van Valromey, de Trofeo Karlsberg en de Ronde van Opper-Oostenrijk. Daarnaast wist hij in 2012 zesde te worden in de wegwedstrijd op het wereldkampioenschap.
Na in 2016 stage te hebben gelopen bij Lotto Soudal werd hij in 2017 prof bij Sport Vlaanderen-Baloise.

## Overwinningen
2011
1e etappe Ronde van Valromey
2012
1e etappe Trofeo Karlsberg
1e etappe Ronde van Opper-Oostenrijk, Junioren

## Resultaten in voornaamste wedstrijden
|      | \| Jaar \| Amstel Gold Race \| Luik-Bast.‑Luik \| Parijs-Tours \| Waalse Pijl \| \| ---- \| ---------------- \| --------------- \| ------------ \| ----------- \| \| 2017 \| 100e \| opgave \| \| \| \| 2018 \| opgave \| 76e \| \| 105e \| \| 2019 \| 101e \| opgave \| \| 67e \| \| 2020 \| \| opgave \| 107e \| 117e \| |                 |              |             |
| Jaar | Amstel Gold Race | Luik-Bast.‑Luik | Parijs-Tours | Waalse Pijl |
| 2017 | 100e | opgave          |              |             |
| 2018 | opgave | 76e             |              | 105e        |
| 2019 | 101e | opgave          |              | 67e         |
| 2020 | | opgave          | 107e         | 117e        |

## Ploegen
- 2016 –  Lotto Soudal (stagiair vanaf 1-8)
- 2017 –  Sport Vlaanderen-Baloise
- 2018 –  Sport Vlaanderen-Baloise
- 2019 –  Sport Vlaanderen-Baloise
- 2020 –  Sport Vlaanderen-Baloise

Armée · Bak · Benoot · Boeckmans · Broeckx · De Buyst · De Bie · De Clercq · De Gendt · Debusschere · Dockx · Frison · Gallopin · Greipel · Hansen · Henderson · Ligthart · Marczyński · Monfort · Roelandts · Sieberg · Valls · Van der Sande · Vanendert · Vervaeke · Wallays · Wellens · Deltombe (stagiair) · Goolaerts (stagiair) · Shaw (stagiair)
Allegaert · Capiot · De Gendt · De Ketele · De Pauw · De Vylder · Declercq · Deltombe · Farazijn · Lietaer · Noppe · Planckaert · Pols · Rickaert · Salomein · Sprengers · Steels · Van Gestel · Van Hecke · Van Lerberghe · Van Rooy · Wallays
Allegaert · Capiot · De Gendt · De Ketele · De Pauw · De Vylder · Declercq · Deltombe · Farazijn · Ghys · Menten · Noppe · Ed. Planckaert · Em. Planckaert · Rickaert · Sprengers · Van Gestel · Van Gompel · Van Hecke · Van Rooy · Verwilst · Warlop